# Bertram MacDonald
Bertram MacDonald (Reino Unido, 25 de mayo de 1902-28 de diciembre de 1965) fue un atleta británico, especialista en la prueba de 3000 m por equipo en la que llegó a ser subcampeón olímpico en 1924.

## Carrera deportiva
En los JJ. OO. de París 1924 ganó la medalla de plata en los 3000 m por equipo, con una puntuación de 14 puntos, quedando en el podio tras Finlandia (oro) y por delante de Estados Unidos (bronce), siendo sus compañeros de equipo: George Webber y Herbert Johnston.